# 妹尾匡夫
妹尾 匡夫（せのお まさお、1958年10月6日 - ）は、日本の放送作家（放送作家集団「オフィスまあ」代表）。愛称は、せのちん。
また、演劇ユニット「シアターまあ」の主宰でもあり、舞台作家・演出家として活動もしている。
吉田照美の深夜放送番組に投稿していた縁でピックアップされ、1980年から構成作家の道を歩む。

## 担当番組

### 現在
ラジオ
- アフター6ジャンクション（TBS、2018年4月-）※アドバイザー（コンサルタントは2018年9月まで）

### 過去
ラジオ
- 小沢昭一の小沢昭一的こころ （TBS）
- 進め!おもしろバホバホ隊 （TBS、1984-1986年）
- 岸谷五朗の東京RADIO CLUB （TBS、1990-1994年）
- サタデー大人天国! 宮川賢のパカパカ行進曲!! （TBS、2001年-2016年）
- 夜な夜なニュースいぢり X-Radio バツラジ （TBS、2003-2008年）
- ライムスター宇多丸のウィークエンド・シャッフル （TBS、2007年-2018年）※アドバイザー
- 小島慶子 キラ☆キラ （TBS、2009-2012年）[4]
- LINDA!〜今夜はあなたをねらい撃ち〜 （TBS、2012-2013年）

テレビ
- マジカル頭脳パワー!! （日本テレビ）
- どちら様も!!笑ってヨロシク （日本テレビ）
- THE夜もヒッパレ （日本テレビ）
- デジタル所さん （日本テレビ）
- 世界まる見え!テレビ特捜部 （日本テレビ）
- 大笑福亭鶴びん （TBS）
- スパスパ人間学! （TBS）
- 所さんのただものではない （フジテレビ）
- 森田一義アワー 笑っていいとも! （フジテレビ）
- 魔法のランプ! （フジテレビ）
- ショートピース （フジテレビ）

## 脚本
「シアターまあ」以外の舞台
- ゴレンズ 〜この人生には再生紙を使用しています。〜 （Happy ever After、2004年）
- メモリーズ （ケイダッシュステージ、演出：中野俊成）
- 7Cheers! 〜翔べ!自分という大地から!〜 （PureBoys、2007年）
- 静かなるドンチャン騒ぎ（熱海五郎一座、2006年 構成・演出：三宅裕司）
- 男と女と浮わついた遺伝子（熱海五郎一座、2010年 構成・演出：三宅裕司）
- こんにちは赤ちゃん（三宅裕司生誕60周年記念 伊東四朗一座・熱海五郎一座合同公演、2011年）
- 落語日本花吹雪 ～出囃子は殺しのブルース～（熱海五郎一座、2012年 構成・演出：三宅裕司）

ラジオドラマ
- それもまたちいさな光（TBSラジオ開局60周年記念ラジオドラマ、2011年12月23日・24日、角田光代原作）

## 出演
- 2014年3月15日 サタデーナイトラボ「泥水特集byせのちん」 - ライムスター宇多丸のウィークエンド・シャッフル （TBSラジオ）